# Cryptostylis concava
Cryptostylis concava är en orkidéart som beskrevs av Rudolf Schlechter. Cryptostylis concava ingår i släktet Cryptostylis, och familjen orkidéer. Inga underarter finns listade i Catalogue of Life.